# Взрыв автобуса в Тунисе
Взрыв автобуса в Тунисе — произошёл 24 ноября 2015 года на главной улице города Туниса, унеся жизни 13 человек (включая террориста-смертника). Автобус перевозил охранников президента. Террористическая организация «Исламское государство» взяла на себя ответственность за теракт. Террорист, также погибший в атаке, был идентифицирован как Хусем Аль-Абдели (фр. Houssem Abdelli, Уссем Абделли).

## Теракт
24 ноября 2015 года 13 человек (включая террориста-смертника) были убиты при подрыве автобуса в Тунисе, столице одноимённого государства. Ещё 20 человек были ранены. Автобус перевозил членов президентской охраны. Взрыв произошёл, когда транспортное средство было припарковано в центре города на пересечении проспекта Мухаммеда Пятого и проспекта Хабиба Бургибы.
Террорист был идентифицирован как Хусем Аль-Абдели, 28-летний житель Туниса. Мать опознала его по фотографии.

## Расследование
Министерство внутренних дел Туниса сообщило, что рейды Национальной Безопасности привели к аресту 40 человек, подозреваемых в связи с террористическими группами. Среди арестованных людей была сестра и мать подозреваемого террориста. Совет Безопасности тунисского правительства закрыл учётные записи Facebook и веб-сайты, связанные с террористическими группами.

## Реакция
Министерство внутренних дел Туниса объявило, что происшествие было террористическим актом, была применена пластичная взрывчатка «Семтекс». Террористическая группировка «Исламского государства» взяла на себя ответственность за нападение в заявлении.
Группировка также взяла на себя ответственность за два нападения в Тунисе ранее в этом же году, в основном на туристов: нападение на музей Бардо в марте и нападение на морской курорт в Сусе в июне.
После нападения президент Беджи Каид Эс-Себси объявил в Тунисе комендантский час и объявил чрезвычайное положение сроком на один месяц.